# Diamond Yukai
Diamond Yukai, właśc. Yutaka Tadokoro (jap. 田所豊 Tadokoro Yutaka; ur. 12 marca 1962 w Tanashi (obecnie Nishitōkyō), Tokio) – japoński aktor i wokalista rockowego zespołu Red Warriors. Wystąpił między innymi w Dangan Runner (1996) oraz Między słowami (2003).

## Filmografia
- Tokyo Pop (1988) jako Hiro Yamaguchi
- Gaki no tsukai ya arahende!! (1989)
- Buffy - postrach wampirów (1992) nie wymieniony w czołówce
- Dangan ranna (1996) jako Aizawa
- Posutoman burusu (1997) jako Zabójca
- Anrakkî monkî (1998)
- SF: Episode One (1998) jako Onimatsu
- Między słowami (2003) jako Reżyser reklamy
- Shiberia chôtokkyû 5 (2005)
- Shiberia Chôtokkyû: yokubô ressha (2005)
- 2008-nen, imadoki Japanîzu yo. Ai to heiwa to rikai o shinjirukai? (2008)
- Kujira: Gokudo no Shokutaku (2009)
- 20th Century Boys: The Last Chapter - Our Flag (2009)
- Maebashi vijuaru kei (2011)
- Kodoku no Gurume (2012)
- Omoni naitemasu (2012) jako Masaya
- Saezaete nao kokkeina tsuki (2012)
- Nazotoki wa dinâ no ato de (2013)
- Koisuru eve (2013)
- Fukuie keibuho no aisatsu (2014)
- Furiko (2014)
- Do S Deka (2015)
- Love Riron (2015)